# مهدی شیخ
مهدی شیخ (زاده ۱۳۴۵ در تهران)، روحانی، مدیر مسئول پایگاه خبری تحلیلی وقایع روز و نماینده سابق مردم تهران، ری، شمیرانات، اسلامشهر و پردیس، در دهمین دوره مجلس شورای اسلامی است. او دارای مدرک کارشناسی ارشد معارف اسلامی و دکترای مدرسی معارف اسلامی است.

## نماینده تهران در مجلس دهم
در دهمین دوره انتخابات مجلس شورای اسلامی، مهدی شیخ، در لیست سی نفرهٔ ائتلاف فراگیر اصلاح طلبان: گام دوم در تهران حضور داشت و توانست با کسب ۱٬۱۷۴٬۴۱۰ رأی، در رتبهٔ پانزدهم تهران، وارد مجلس دهم شود. تمام سی نفر اعضای این فهرست در تهران روانه بهارستان شدند.

## سوابق
- موسس و مدیر مسئول پایگاه خبری تحلیلی وقایع روز
- مدرس دانشگاه‌های علامه طباطبائی، شهید بهشتی، آزاد اسلامی واحد علوم تحقیقات و دانشگاه علوم انتظامی
- مروج فرهنگی ایران در اروپا
- راه اندازی خانه فرهنگی در شهرهای بوسنی و هرزه گوین
- مسئولیتهای اجرائی در سازمان عقیدتی سیاسی نیروی انتظامی
- رزمنده جنگ ایران و عراق.[۲]
- عضو کمیسیون فرهنگی مجلس دهم
- نایب رئیس اول فراکسیون روحانیت مجلس دهم
- عضو فراکسیون امید در مجلس دهم شورای اسلامی